# Cor (álbum)
Cor é o quarto álbum de estúdio do duo brasileiro Anavitória, lançado de surpresa em 1º de janeiro de 2021. Com produção de Tó Brandileone (do grupo 5 a Seco) e da integrante Ana Caetano, a obra foi preparada durante a pandemia de COVID-19.
Todas as faixas do álbum receberam vídeos no YouTube dirigidos por Leonardo Lobo, doismilium e Gabriela de Melo, exceto "Eu Sei Quem É Você", dirigido por Belle. O vídeo da abertura "Amarelo, Azul e Branco" deu origem à capa do álbum.

## Produção
O disco foi registrado em Itaipava, na região serrana do estado do Rio de Janeiro. Seu título veio à cabeça de Ana Caetano numa viagem entre entre Petrolina (Pernambuco) e Juazeiro do Norte (Ceará) realizada no dia 14 de dezembro de 2019. É uma palavra de três letras, dialogando com o fato de ser o terceiro disco autoral da dupla e com as três pessoas que compõem o Anavitória (Ana Caetano, Vitória Falcão e o empresário Felipe Simas). Ana comentou ainda que o número três é considerado a união do corpo, o espírito e a mente.
No dia 31 de dezembro de 2020, a dupla publicou uma imagem em seu perfil no Instagram (que depois seria revelada como a capa do álbum) e a legenda "COR, 00:00".
Cor abre com "Amarelo, Azul e Branco", faixa autobiográfica em que Rita Lee recita versos. A segunda faixa, "Te Amar É Massa Demais", tem elementos de samba-reggae e Mauro Ferreira considerou "Explodir" o "fofolk pop romântico típico da dupla".

## Recepção

### Da crítica
| Críticas profissionais | Críticas profissionais |
| Avaliações da crítica  | Avaliações da crítica  |
| Fonte                  | Avaliação              |
| ---------------------- | ---------------------- |
| CinePOP                | [ 8 ]                  |
| Mauro Ferreira         | [ 1 ]                  |
| O Quarto Nerd          | [ 9 ]                  |

Mauro Ferreira, do portal G1 chamou a produção de "sobressalente", a ponto de, em alguns momentos (como "Tenta Acreditar") considerar ela e os arranjos mais interessantes que as faixas em si. Ele notou que o álbum é "longo demais para os padrões fonográficos dos anos 2020", mas elogiou o fato da dupla não tê-lo lançado "fatiado" em EPs ou singles, como ele afirma ter virado "praxe no mercado". Encerrou sua análise dizendo que Cor "expõe Ana Caetano e Vitória Falcão ainda presas a um passado que lhes trouxe glória precoce" e que "é difícil não se deixar escravizar pelo sucesso".

## Gravação
Em 13 de novembro de 2024, o duo lançou nos cinemas o filme-concerto COR (ao vivo em São Paulo), gravado durante o último show da turnê. Contou com a direção de Felipe Fonseca, foi produzido por Felipe Simas e a produção musical ficou a cargo de Tó Brandileone.

## Prêmios e indicações
| Ano  | Prêmio                       | Categoria                                                | Resultado | Ref.   |
| ---- | ---------------------------- | -------------------------------------------------------- | --------- | ------ |
| 2021 | MTV Millennial Awards Brasil | Álbum ou EP do Ano                                       | Indicado  | [ 10 ] |
| 2021 | Grammy Latino                | Melhor Álbum Pop Contemporâneo em Língua Portuguesa      | Venceu    | [ 11 ] |
| 2021 | Grammy Latino                | Melhor Canção em Língua Portuguesa (pela faixa "Lisboa") | Venceu    | [ 11 ] |

## Lista de faixas
Todas as faixas escritas e compostas por Ana Caetano, exceto onde especificado. 
| Faixas de Cor  |                                         |                                        |         |  |
| N.º            | Título                                  | Compositor(es)                         | Duração |  |
| 1.             | "Amarelo, Azul e Branco" (com Rita Lee) | Ana Caetano Vitória Falcão             | 3:21    |  |
| 2.             | "Te Amar É Massa Demais"                |                                        | 4:04    |  |
| 3.             | "Tenta Acreditar"                       | Caetano João Ferreira                  | 3:53    |  |
| 4.             | "Explodir"                              |                                        | 4:25    |  |
| 5.             | "Cigarra"                               |                                        | 3:43    |  |
| 6.             | "Selva"                                 | Caetano Tó Brandileone                 | 2:55    |  |
| 7.             | "[dia 34]"                              | Brandileone Fábio Sá                   | 0:48    |  |
| 8.             | "Ainda É Tempo"                         |                                        | 1:39    |  |
| 9.             | "Eu Sei Quem É Você"                    |                                        | 4:25    |  |
| 10.            | "Terra"                                 |                                        | 3:36    |  |
| 11.            | "Abril"                                 |                                        | 3:18    |  |
| 12.            | "Te Procuro"                            | Caetano Nina Fernandes Saulo Fernandes | 3:56    |  |
| 13.            | "Carvoeiro"                             | Caetano Deco Martins                   | 4:24    |  |
| 14.            | "Lisboa" (com Lenine)                   | Caetano Paulo Novaes                   | 3:39    |  |
| Duração total: | Duração total:                          | Duração total:                         | 48:06   |  |

## Créditos
Adaptados de diversas fontes; fichas técnicas de "Cigarra" e "[dia 34]" indisponíveis.

### Músicos
- Ana Caetano — vocais em todas as faixas; coro em "Lisboa"
- Vitória Falcão — vocais em todas as faixas exceto "Ainda É Tempo"
- Tó Bandileone — guitarra em todas as faixas exceto "Ainda É Tempo"; violão em "Tenta Acreditar" e "Abril"; ukelele e percussão em "Cigarra" e "Lisboa"; programações em todas as faixas exceto "Ainda É Tempo"; baixo synth em "Tenta Acreditar", "Selva", "Ainda É Tempo" e "Terra"; assovio em "Explodir"; sintetizador em "Explodir", "Carvoeiro" e "Lisboa"; bandolim e synth em "Eu Sei Quem É Você"; coro em "Explodir" e "Lisboa"
- Conrado Goys — guitarra em todas as faixas exceto "Te Amar É Massa Demais", "Cigarra" e "Ainda É Tempo"; violão em "Te Amar É Massa Demais", "Explodir", "Selva", "Eu Sei Quem É Você", "Terra", "Te Procuro", "Carvoeiro" e "Lisboa"
- Maro — violões em "Explodir" e "Lisboa"
- Fabio Sá — baixo em todas as faixas; esraj em "Tenta Acreditar"
- Mari Jacintho — teclados em todas as faixas exceto "Cigarra" e "Ainda É Tempo", nas quais toca piano, e "Tenta Acreditar", "Terra", "Carvoeiro" e "Lisboa"
- Valmir Bessa — bateria em todas as faixas exceto "Ainda É Tempo" e "Lisboa"
- Felipe Roseno — percussão em todas as faixas exceto "Ainda É Tempo", "Eu Sei Quem É Você", "Abril", "Te Procuro" e "Carvoeiro"
- Will Bone — trompete, saxofone e tuba em "Amarelo, Azul e Branco", "Explodir", "Selva" e "Terra"; trombone em "Amarelo, Azul e Branco", "Explodir", "Selva", "Terra" e "Lisboa"; flauta em "Selva" e "Terra"
- Maria Beraldo — clarinete e clarone em "Lisboa"

### Participações especiais
- Rita Lee — recitação em "Amarelo, Azul e Branco"
- Lenine — vocais em "Lisboa"

### Pessoal técnico
- Tó Brandileone — gravação
- Ricardo Mosca — gravação e mixagem
- Carlos Freitas — masterização no estúdio Classic Master
- Gabriela Schmdt — foto de capa
- Isadora Silveira — direção de produção
- Felipe Simas — direção executiva